# Йоні Аго
Йоні Аго (фін. Joni Aho, нар. 12 квітня 1986, Кааріна) — фінський футболіст, що грав на позиції захисника. Виступав, зокрема, за клуби «Інтер» (Турку) та «Інтер» (Турку), а також національну збірну Фінляндії. Чемпіон Фінляндії, володар Кубка Фінляндії.

## Клубна кар'єра
Йоні Аго розпочав грати у футбол у клубі «ВГ-62». У дорослому футболі дебютував 2006 року виступами за команду «Інтер» (Турку), в якій грав до 2012 року, взявши участь у 174 матчах чемпіонату. Більшість часу, проведеного у складі фінського «Інтера», був основним гравцем захисту команди. За час виступів у команді виборював титул чемпіона Фінляндії, ставав володарем Кубка Фінляндії.
У 2013 році Аго грав у складі клубу «Лахті». 2014 року повернувся до клубу «Інтер» (Турку), за який грав до 2016 року. У складі «Інтера» завершив виступи на футбольних полях у 2016 році.

## Виступи за збірні
Протягом 2008—2009 років Йоні Аго залучався до складу молодіжної збірної Фінляндії. У складі фінської молодіжки брав участь у фінальному турнірі молодіжного чемпіонату Європи 2009 року, де фінська молодіжна збірна зайняла останнє місце в своїй групі. Загалом на молодіжному рівні зіграв у 5 матчах.
У 2009 року Аго дебютував у складі національної збірної Фінляндії. Нерегулярно грав у складі національної збірної до 2012 року, зіграв у її складі за цей час лише 3 матчі.
Загалом протягом кар'єри в національній команді, яка тривала 8 років, провів у її формі 3 матчі.

## Титули і досягнення
- Чемпіон Фінляндії (1):

«Інтер» (Турку): 2008
- Володар Кубка Фінляндії (1):

«Інтер» (Турку): 2009